# Батуми (регбийный клуб)
Регби-клуб «Батуми» (груз. სარაგბო კლუბი ბათუმი) — грузинский профессиональный регбийный клуб из Батуми. Выступает в Биг 10. Регулярный призер чемпионата Грузии последние 5 лет. Победитель чемпионата в сезоне 2021/22, 2018/19.

## История клуба
Клуб основан в 1969 году.
В сезоне 2016/17 клуб дошел до финала, однако уступил команде «Джикеби» из Гори.
В сезоне 2018/19 команда впервые в истории выиграла чемпионат Грузии, обыграв в финале «Рустави» (24:22).
В сезоне 2020/21 клуб дошел до финала, однако уступил команде «Айя» из Кутаиси.
В сезоне 2021/22 клуб смог выиграть золотые медали, обыграв в финале команду «Кочеби» из Болниси.
В сезоне 2022/23 клуб дошел до финала, однако уступил команде «Хареби» из Рустави со счётом 24:22.
Принимал участие в Европейском Континентальном Щите сезона 2017/18, в которых дошел до стадии плей-офф. Будучи чемпионом Грузии по итогам сезона 2021/22 годов, клуб также участвует в Суперкубке Европы, соревновании, организованном Европейским регби и объединяющем различные европейские клубы, в сезоне 2022/23 годов в качестве второй команды Грузии, вместо исключенных российских команд.

## Достижения
- Чемпионат Грузии:
  -  Чемпион Грузии: 2018/19, 2021/22
  -  Вице-чемпион Грузии: 2016/17, 2020/21, 2022/23

## Известные игроки
- Георгий Тхилаишвили[фр.]
- Лаша Хмаладзе[фр.]
- Анзор Ситчинава[англ.]
- Михаил Циклаури
- Александр Тодуа
- Нугзар Дзагнидзе